# Thunderbayita
La thunderbayita és un mineral de la classe dels sulfurs. Rep el nom del districte de Thunder Bay, al Canadà, on es troba la seva localitat tipus.

## Característiques
La thunderbayita és una sulfosal de fórmula química TlAg₃Au₃Sb₇S₆. Va ser aprovada com a espècie vàlida per l'Associació Mineralògica Internacional l'any 2020, sent publicada per primera vegada el mateix any. Cristal·litza en el sistema triclínic. La seva duresa a l'escala de Mohs és 3. Químicament es troba relacionada amb la criddleïta.
L'exemplar que va servir per a determinar l'espècie, el que es coneix com a material tipus, es troba conservat a les col·leccions mineralògiques del Museu d'Història Natural de la Universitat de Florència, a Itàlia, amb el número de catàleg: 46582/g.

## Formació i jaciments
Va ser descoberta al Canadà, concretament al dipòsit de Hemlo, situat a la localitat de Bomby, dins el districte de Thunder Bay (Ontario), on es troba normalment associada a altres minerals: estibarseni, or, calcita, biagioniïta i aurostibita. Aquest dipòsit d'or canadenc és l'únic indret de tot el planeta on ha estat descrita aquesta espècie mineral.